# Jhilmar Lora
Carlos Jhilmar Lora Saavedra (* 24. října 2000, Lima), známý jako Jhilmar Lora, je peruánský profesionální fotbalista, který hraje jako pravý obránce za peruánský klub Sporting Cristal a národní tým Peru, za který hraje od roku 2021.

## Úspěchy

### Sporting Cristal
Primera División: 2020
Copa Bicentenario: 2021
Torneo Apertura: 2021

## Statistiky
platné 3. březnu 2024
| Klub              | Sezóna            | Liga              | Liga   | Liga | Národní pohár | Národní pohár | Kontinentální | Kontinentální | Celkem | Celkem |
| Klub              | Sezóna            | Liga              | Utkání | Góly | Utkání        | Góly          | Utkání        | Góly          | Utkání | Góly   |
| ----------------- | ----------------- | ----------------- | ------ | ---- | ------------- | ------------- | ------------- | ------------- | ------ | ------ |
| Sporting Cristal  | 2019              | 1. Liga Peru      | 1      | 0    | -             | -             | -             | -             | 1      | 0      |
| Sporting Cristal  | 2020              | Liga 1            | 4      | 0    | -             | -             | -             | -             | 4      | 0      |
| Sporting Cristal  | 2021              | Liga 1            | 23     | 0    | 1             | 0             | 10            | 0             | 34     | 0      |
| Sporting Cristal  | 2022              | Liga 1            | 24     | 0    | -             | -             | 2             | 0             | 26     | 0      |
| Sporting Cristal  | 2023              | Liga 1            | 26     | 0    | -             | -             | 11            | 2             | 37     | 2      |
| Sporting Cristal  | 2024              | Liga 1            | 4      | 0    | -             | -             | 2             | 0             | 6      | 0      |
| Sporting Cristal  | Celkem            | Celkem            | 82     | 0    | 1             | 0             | 25            | 0             | 108    | 0      |
| Celkem za kariéru | Celkem za kariéru | Celkem za kariéru | 82     | 0    | 1             | 0             | 25            | 0             | 108    | 0      |